# 藍腹腔吻鱈
藍腹腔吻鱈，為輻鰭魚綱鱈形目鼠尾鱈科的其中一種，分布於東南大西洋南非至西南太平洋澳洲、紐西蘭海域，屬深海底棲性魚類，深度450-1000公尺，本魚頭大、眼大，吻鈍，頭部下方有鱗片覆蓋，體色淡粉紅色至灰色，腹部有深藍色條紋，體長可達65公分，棲息在底層水域，以魚類及甲殼類為食，生活習性不明。